# فرودگاه شهرستان وینس (اوهایو)
فرودگاه وینس کانتی (اوهایو)  (به انگلیسی: Wayne County Airport (Ohio))  یک فرودگاه همگانی باربری با کد یاتا BJJ است که یک باند فرود آسفالت دارد و طول باند آن ۱۵۸۲ متر است. این فرودگاه در  کشور ایالات متحده آمریکا قرار دارد و در ارتفاع ۳۴۶ متری از سطح دریا واقع شده است.